# Parametry stanu (termodynamika)
Parametry stanu – wielkości fizyczne opisujące stan układu termodynamicznego takie jak: temperatura, ciśnienie, objętość, ilości (np. stężenia) poszczególnych substancji, czasem również inne. Wielkości, które nie zależą od ilości substancji w układzie, to tzw. parametry intensywne, natomiast wielkości zależne od ilości substancji to parametry ekstensywne.
- Parametry ekstensywne – proporcjonalne do ilości materii w układzie:
  - masa
  - objętość
  - entropia
  - entalpia
- Parametry intensywne – niezależne od ilości materii w układzie:
  - temperatura
  - ciśnienie
  - ułamek molowy

Iloraz dwóch wielkości ekstensywnych zawsze jest wielkością intensywną.